# 부이어

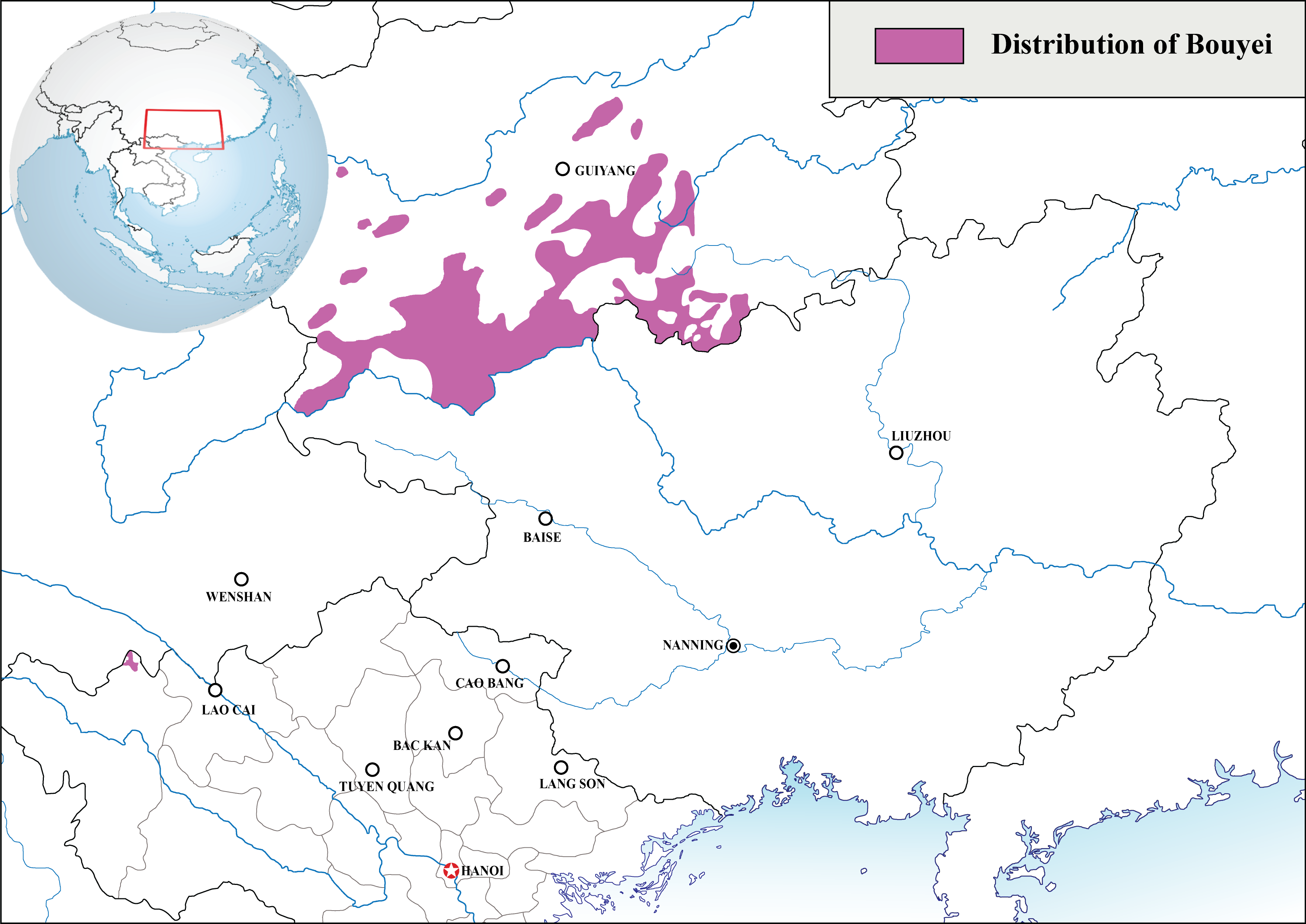
부이어의 분포

부이어(Bouyei, 布依語, 자기명칭: Haausqyaix)는 중국 구이저우성 남부의 부이족이 사용하는 언어이다. 크라다이어족 따이어파의 북따이어군에 속한다. 화자 수는 2000년 기준 250만 명이 넘으며, 베트남 북부의 자이족(Giáy)도 이 언어를 사용한다.

## 같이 보기
- 부이족
- 좡어